# 대천여자중학교
대천여자중학교(大川女子中學校)는 대한민국 충청남도 보령시 대천동에 있는 공립 중학교이다.

## 학교 연혁
- 1964년 1월 11일 : 학교 설립 인가(6학급)
- 1964년 5월 29일 : 개교
- 1977년 3월 1일 : 중ㆍ고 분리
- 1978년 11월 1일 : 학급 증설 인가(36학급)
- 2022년 9월 1일 : 제29대 백미자 교장 부임
- 2025년 1월 8일 : 제61회 졸업식(151명, 누계19,336명)
- 2025년 3월 4일 : 2025학년도 제64회 입학(139명)

## 참고 자료
- 대천여자중학교 - 한국교육학술정보원 학교알리미